# Драйторшпитце
Драйторшпитце (нем. Dreitorspitze) — гора в горном хребте Веттерштайн (Северные Известняковые Альпы).
Массив Драйторшпитце имеет несколько вершин, высочайшие — Лойташ-Драйторшпитце (2682 м) и Партенкирхен-Драйторшпитце (2633 м). Вершины находятся на границе между Баварией (Германия) и Тиролем (Австрия).
У подножия массива находятся коммуны Гармиш-Партенкирхен и Миттенвальд с германской стороны, а также Лойташ с австрийской. На склонах Драйторшпитце находится база Майлерхютте Немецкого клуба альпинистов, а также деревянный охотничий замок Шахен.